# Carpathita
La carpathita és un mineral de la classe dels compostos orgànics. Rep el seu nom dels Carpats, on va ser descoberta. Aquest nom substituiex els anteriors pendletonita, karpatita i coronena.

## Característiques
La carpathita és una substància orgànica de fórmula química C24H₁₂, un hidrocarbur aromàtic policíclic. Cristal·litza en el sistema monoclínic. La seva duresa a l'escala de Mohs és 1,5.
Segons la classificació de Nickel-Strunz, la carpathita pertany a «10.BA - Hidrocarburs» juntament amb els següents minerals: fichtelita, hartita, dinita, idrialita, kratochvilita, ravatita, simonel·lita i evenkita.

## Formació i jaciments
Es troba en cavitats, en la zona de contacte entre pòrfir de diorita amb argilites. Va ser descoberta l'any 1955 a Olenevo, Svalyavskyi Raion (Transcarpàcia, Ucraïna), on sol trobar-se associada a altres minerals com: idrialita, calcita, barita, quars, cinabri i metacinabri. També ha estat descrita prop de Picacho (Califòrnia, Estats Units), a la regió de Prešov (Eslovàquia) i al massís de Tamvatnei (Txukotka, Rússia).